# Roberta Flack
Roberta Cleopatra Flack (ur. 10 lutego 1937 w Asheville, zm. 24 lutego 2025 w Nowym Jorku) – amerykańska wokalistka śpiewająca jazz, soul i folk.

## Życiorys
Ukończyła Howard University w Waszyngtonie. Życie zawodowe rozpoczęła od pracy w szkole; została pierwszą czarnoskórą wykładowczynią w Chevy Chase Maryland. Od 1967 zaczęła śpiewać ballady z elementami soulu i jazzu. Akompaniowała także na pianinie śpiewakom operowym w klubie Tivoli Club. Śpiewała w chórze kościelnym, występowała jako solistka, oraz z Donnym Hathawayem, Peabo Brysonem i duetem Klimie Fisher, a także Milesem Davisem. Przebój „The First Time Ever I Saw Your Face” wykorzystał Clint Eastwood w filmie Play Misty for Me (1971 w TVP pt. Zagraj dla mnie, Misty), a utwór „Killing Me Softly” (za który w 1974 roku otrzymała nagrodę Grammy) przeżył swój renesans za sprawą filmu Był sobie chłopiec (About a Boy) (2002, reż. Chris i Paul Weitz). Była współautorką muzyki do filmu Bustin' Loose (1981, reż. Oz Scot). Wystąpiła w Warszawie i Poznaniu w 1976. W 1999 dała występ dla prezydenta Południowej Afryki Nelsona Mandeli.

## Dyskografia

### Albumy
- 1969	First Take (platynowa płyta)
- 1970	Chapter Two (złota płyta)
- 1971	Quiet Fire (złota)
- 1972	Roberta Flack & Donny Hathaway (złota)
- 1973	Killing Me Softly (podwójna platynowa)
- 1975	Feel Like Makin' Love
- 1977	Blue Lights in the Basement (złota)
- 1978	Roberta Flack
- 1980	Featuring Donny Hathaway (złota)
- 1980	Live & More
- 1982	I’m The One
- 1983	Born to Love (złota)
- 1988	Oasis
- 1991	Set the Night to Music
- 1995	Roberta
- 1997	The Christmas Album
- 2001	Holiday
- 2006 Friends: Roberta Flack Sings Mariko Taka
- 2012 Let It Be Roberta: Roberta Flack Sings the Beatles

### Składanki
- 1981	The Best of Roberta Flack (platynowa)
- 1984	Greatest Hits
- 1993	Softly with These Songs: The Best of Roberta Flack (złota)
- 2006	The Very Best of Roberta Flack

### Single
- 1971	You’ve Got a Friend
- 1971	You've Lost That Lovin' Feeling
- 1972	The First Time Ever I Saw Your Face
- 1972	Where Is the Love (z Donnym Hathawayem(inne języki))
- 1972	Will You Still Love Me Tomorrow
- 1973	Killing Me Softly with His Song
- 1973	Jesse
- 1974	Feel Like Makin' Love
- 1975	Feelin' That Glow
- 1978	25th of Last December
- 1978	If Ever I See You Again
- 1978	When It’s Over
- 1978	The Closer I Get to You
- 1979	You Are Everything
- 1980	Back Together Again (z Donnym Hathawayem)
- 1980	Don’t Make Me Wait Too Long
- 1980	You Are My Heaven (z Donnym Hathawayem)
- 1981	Love Is a Waiting Game
- 1981	Make the World Stand Still
- 1982	I’m the One
- 1982	In the Name of Love
- 1982	Making Love
- 1983	Tonight I Celebrate My Love
- 1984	I Just Came Here to Dance
- 1984	If I’m Still Around Tomorrow
- 1984	You're Looking Like Love to Me
- 1988	Oasis
- 1989	Uh-Uh Ooh-Ooh Look Out (Here It Comes)
- 1991	Set the Night to Music
- 1992	You Make Me Feel Brand New